# Jean-Luc Fournier (football)
Pour les articles homonymes, voir Jean-Luc Fournier et Fournier.
Jean-Luc Fournier est un footballeur français, né le 1er décembre 1958 à Istres et décédé le 2 mars 2001 à Martigues. Il évoluait au poste de défenseur.

## Biographie
Après avoir été formé à l'AS Saint-Étienne, il rejoint en 1979 le FC Gueugnon en Division 2, puis le Nîmes Olympique avec lequel il joue en Division 1 lors de la saison 1983-1984.
En 1985, il est recruté par l'AS Nancy-Lorraine pour deux saisons en Division 1. Il termine sa carrière dans le club amateur de la SSMC Miramas de 1988 à 1990.
Au total, Jean-Luc Fournier dispute 92 matchs en Division 1 et 125 matchs en Division 2.